# High and Mighty
High and Mighty är Uriah Heeps nionde studioalbum, släppt i juni 1976. Det är gruppens sista album med sångaren David Byron.
Låten Can't Keep a Good Band Down är en direkt känga till musikkritikerna, som aldrig uppskattade bandet trots att de sålde miljontals skivor till sina fans över hela världen.

## Låtlista
1. "One Way or Another" (Hensley) – 4:37
2. "Weep in Silence" (Hensley, Wetton) – 5:09
3. "Misty Eyes" (Hensley) – 4:15
4. "Midnight" (Hensley) – 5:40
5. "Can't Keep a Good Band Down" (Hensley) – 3:40
6. "Woman of the World" (Hensley)  – 3:10
7. "Footprints in the Snow" (Hensley,Wetton) – 3:56
8. "Can't Stop Singing" (Hensley) – 3:15
9. "Make a Little Love" (Hensley) – 3:24
10. "Confession" (Hensley) – 1:16

## Medlemmar
- David Byron - Sångare
- Ken Hensley - Organist, piano, gitarr och sång
- Mick Box - Gitarr, och sång
- John Wetton - Bas och sång
- Lee Kerslake - Trummor